# Cenophengus baios
Cenophengus baios är en skalbaggsart som beskrevs av Juan A. Zaragoza 2004. Cenophengus baios ingår i släktet Cenophengus och familjen Phengodidae. Inga underarter finns listade i Catalogue of Life.